# ヴェーラ・フェラ＝ミークラ
ヴェーラ・フェラ＝ミークラ（Vera Ferra-Mikura、1923年2月14日 - 1997年3月9日）は、オーストリアの児童文学作家、小説家、詩人。

## 概略
ヴェーラ・フェラとしてウィーンに生まれる。学業を終えると家族の鳥の店やデパートで働く。第二次大戦直後から大人向けや子供向けの作品を創作し、空想的な童話や児童詩集を発表する。1964年「天水おけのゆかいな歌」で一躍有名になる。他の作品に「かみ舟のふしぎな旅」(’62年)、「はらぺこのえんそく」(’63年)など。

## 日本語訳
- 『三人のシュタニスラウス かみ舟のふしぎな旅』中村浩三訳. 偕成社, 1967
- 『三人のシュタニスラウス はらぺこのえんそく』中村浩三訳. 偕成社, 1968
- 『おばけのビートおばさん』中村浩三 訳, 赤坂三好絵. 偕成社, 1969
- 『ねずみたちがあぶない 三人のシュタニスラウス』中村浩三 訳. 偕成社, 1971.4